# Adrián Cordero Vega
Adrián Cordero Vega (Santander, Cantàbria, 15 de juny de 1984) és un àrbitre de futbol espanyol de la Primera Divisió. Pertany al Comitè d'Àrbitres de Cantàbria.

## Trajectòria
Després de tres temporades a Segona Divisió, on va dirigir 68 partits, aconsegueix l'ascens a la Primera Divisió d'Espanya conjuntament amb el col·legiat balear Guillermo Cuadra Fernández i el col·legiat navarrès Eduardo Prieto Iglesias.
Va debutar el 20 d'agost de 2018 a primera divisió en un partit que va entrontar l'Athletic Club contra el Club Deportivo Leganés.

## Temporades
| Categoria          | País    | Any       | Partits |
| ------------------ | ------- | --------- | ------- |
| Segona Divisió "B" | Espanya | 2010-2015 | 70      |
| Segona Divisió     | Espanya | 2015-2018 | 68      |
| Primera Divisió    | Espanya | 2018-     | 18      |

## Premis
- Trofeu Vicente Acebedo (1): 2018
- Trofeu Guruceta Segona Divisió (1): 2017